# Bila
Bila fou un estat de les Índies Orientals Holandeses a la regència de Labohan Batoe, residència de la Costa Oriental, a l'illa de Sumatra.
Segons la tradició un tal Batara-si-Nomba fou expulsat de Mandheling vers la meitat del segle xvi i es va retirar cap al nord on va esdevenir cap de les tribus tombok i asopong, com a príncep de Pinangawan. Va morir vers 1610 i després de la seva mort va rebre el nom pòstum de Marhum Magbkat di Pinangawan o Marhum Magbkat di Hutang Mumu. Va tenir per successor al seu fill Raja Halib (Marhum Magbkat di Jambu), que va morir vers 1630; els seus tres fills, Kaïn, Suman i Awan es van repartir els dominis i van fundar els estats de Bila o Bilah, de Sungei Tras (més tard Kampong Raja) i de Tasik (més tard Kota Pinang). Un dels seus nets, Abd al-Jalil fou el fundador del sultanat d'Asahan. L'estat va desaparèixer durant l'anomenada "revolució social" el 1946 i ja no fou restablert.

## Banderes
La bandera reial era groga llisa. La bandera de l'estat era grisa llisa.
Las bandera de la guàrdia del sobirà estava dividida en vertical en dues parts (un terç i dos terços): a la part del pal blau grisós i a la del vol rosa clar o porpra.
La bandera de la noblesa (orang Kaja Muda) estava dividida en tres franges horitzontals, en proporcions aproximades 2:3:2. La superior i la inferior eren porpra i la central estava dividida per la meitat en dues parts, a la part del pal blau grisós i a la part del pal blau clar. Els anomenats descendents de l'emperador (orang Kaja Maharaja Mantri) utilitzaven a terra una original bandera dividida en tres franges horitzontals en la proporció 2:3:2 i al seu torna cada franja estava dividida per la meitat verticalment: les franges horitzontals superiors i inferior eren blau clar al pal i porpra al vol i la franja central era blau grisós al pal i blau clar al vol.

## Sobirans (Rages)
- Sultan Rakhmat Syah 1785 - 1800
- Sultan Bidar Alam II 1800 - 1835
- Sultan Bidar Alam III 1835 - 1865
- Sultan Bidar Alam IV 1865 - 1903
- Sultan Bidar Alam V 1903 - ?